# TT154
La tombe thébaine TT 154 est située à Dra Abou el-Naga, dans la nécropole thébaine, sur la rive ouest du Nil, face à Louxor en Égypte.
C'est la sépulture de Tati (Tt.j, Tȝtjȝ), échanson, datant du règne de Thoutmôsis III (XVIIIe dynastie).